# 哈薩克斯坦—墨西哥關係
哈薩克斯坦－墨西哥關係（西班牙語：Relaciones Kazajistán-México），是指哈薩克斯坦和墨西哥历史上与现代的雙邊關係。两国于1992年1月14日建交。墨西哥也是最早与哈萨克斯坦建立正式外交关系的国家之一。

## 政治交流
在哈萨克斯坦于1991年脱离苏联独立后，墨西哥政府随即于1992年1月14日给予外交承认并与哈萨克斯坦建立外交关系。此后双边关系友好顺利发展。墨西哥亦于2004年首次向哈萨克斯坦派遣非常驻大使。不过直到2014年哈萨克斯坦外交部长叶尔兰·阿布利法伊兹吾勒·伊德里索夫應墨西哥外交關係部長梅爱德之邀请出访墨西哥后，两国关系才有了长足的发展。伊德里索夫在访墨期间，在马蒂亚斯·罗梅罗学院进行了演讲，并与墨西哥参议院院长米格尔·巴博萨·韦尔塔、经济部部长伊德方索·瓜哈尔多·比亚雷亚尔举行了会谈，又與多家墨西哥公司的代表進行了交流，表达了哈政府愿意与墨西哥加强各领域交流的意愿，还邀请墨西哥在哈萨克斯坦建立大使馆。两国随后更成立了外交部政治磋商机制。
2015年，墨西哥政府原本委托俄羅斯航太的“质子-M”运载火箭搭载墨西哥的通讯卫星在哈萨克斯坦的拜科努爾太空發射場发射升空，但最终失败坠毁。
2016年，哈萨克斯坦在墨西哥城设立大使馆，同年，墨西哥众议院成立墨西哥-哈萨克斯坦议员友好小组，进一步巩固了双边关系。翌年，墨西哥派团参加了2017年在阿斯塔纳举办的世界博览会，两国高层并庆贺建立邦交25年。
2023年1月，在阿拉木图设立名誉领事一年多后，墨西哥政府决定在阿斯塔纳开设常驻大使馆。此前墨西哥对哈萨克斯坦的外交业务由驻土耳其大使馆兼辖。

## 经贸关系
墨西哥为哈萨克斯坦在拉丁美洲最大的贸易伙伴之一，仅次于巴西。两国之间的贸易额也不断增加。哈、墨两国也有兴趣签署保护双边投资、避免双重征税的协议，以加强双边关系。

## 人文交流
进入21世纪，哈、墨两国的文化交流得到了增强，哈萨克斯坦歌手迪玛希也在墨西哥拥有一定的影响力。哈萨克斯坦政府又与墨西哥签署文化领域合作的协议，为双边人文交流提供了法理保障。哈萨克斯坦大使馆也时常举办、参与文化推广活动，向墨西哥人介绍哈萨克饮食、传统手工艺品及赴哈旅游相关资讯。